# Cynan ap Maredudd
Cynan ap Maredudd († 1297) war ein walisischer Lord von Deheubarth.

## Herkunft
Cynan ap Maredudd entstammte der Dinefwr-Dynastie. Er war ein Sohn von Maredudd ap Owain, dessen Herrschaft das mittlere Ceredigion südlich des Ystwyth umfasste. Nach dem Tod seines Vaters 1265 teilte er zusammen mit seinen Brüdern Owain und Gruffydd die Herrschaft untereinander auf, wobei Trefilan Castle vermutlich der gemeinsame Verwaltungssitz der drei Herrschaften blieb. Als „kümmerliche Häuptlinge“ herrschten sie in Ceredigion.

## Rolle während des ersten Feldzugs von EduardI. nach Wales
Wie sein Vater war Cynan ein Vasall von Llywelyn ap Gruffydd, dem Fürsten von Wales. Während des ersten Feldzugs des englischen Königs Eduard I. unterwarf er sich jedoch wie sein Bruder Gruffydd im Mai 1277 dem englischen Heerführer Payn de Chaworth. Chaworth schickte ihn nach Worcester, wo er zusammen mit Gruffydd und den walisischen Lords Rhys Wyndod und Rhys Fychan dem König am 1. Juli Hommage leisten musste. Anschließend musste er sich auf Seiten der englischen Eroberer an den weiteren Kämpfen in Westwales beteiligen.

## Verlust seiner Herrschaft während der Eroberung von Wales
Wie sein Bruder Gruffydd akzeptierte Cynan jedoch nach dem Vertrag von Aberconwy nicht seine neue Rolle als Vasall des englischen Königs, so dass es zu Konflikten mit Robert de Tibetot, dem königlichen Justiciar von Südwales kam. Tibetot versuchte die Verwaltung zu zentralisieren und akzeptierte nicht das alte walisische Recht. Bereits am 18. Mai 1278 hatte Cynan zusammen mit seinem Bruder Gruffydd und Rhys Wyndod den geschlagenen Llywelyn ap Gruffydd in dessen Residenz Dolwyddelan Castle besucht. Cynan versuchte jedoch auch, die Ländereien von Rhys Fychan in Genau’r Glyn durch Klage vor Gericht zu erwerben, in dem er ihn der unehelichen Geburt bezichtigte (mit der Folge, nicht erbberechtigt zu sein). Im März 1282 unterstützte Cynan den Angriff von Gruffydd und Rhys Fychan auf Aberystwyth Castle. Anschließend kämpfte er gegen die anrückenden englischen Armeen. Im September eroberte schließlich eine englische Armee, die durch Rhys ap Maredudd von Dryslwyn Castle unterstützt wurde, Trefilan Castle. Cynan konnte knapp entkommen und flüchtete in das Bergland von Gwynedd. Dort ergab er sich im Januar 1283 den englischen Truppen. Er sollte nun im Auftrag der Engländer Nordceredigion gegen den flüchtigen Dafydd ap Gruffydd sichern, doch er schloss sich nun Dafydd an, bis auch er sich im August 1283 ergeben musste. Er wurde jedoch nicht als Verräter verurteilt, sondern nur eine Zeitlang in Bridgnorth Castle in Shropshire eingekerkert.

## Späteres Leben
Nach seiner Freilassung konnte Cynan nach Westwales zurückkehren. Möglicherweise war er 1294 neben Maelgwn ap Rhys einer der Führer des walisischen Aufstands in Westwales und führte Überfälle bis nach Pembrokeshire, wobei dies nicht gesichert ist. Nach dem Zusammenbruch des Aufstands flüchtete er und wurde schließlich 1295 trotz seiner Verkleidung als Leprakranker bei Brecon erkannt und festgenommen. Wieder wurde er nicht als Verräter verurteilt, sondern kämpfte wie sein Bruder 1297 als Söldner während des Französisch-Englischen Kriegs in der englischen Armee in Flandern, wo er vermutlich starb.

## Familie
Cynans Tochter Gwenllian heiratete den walisischen Adligen Gruffydd Llwyd.